# Agnes Glaus
Agnes Glaus (* 1953) ist eine Schweizer Krankenschwester und Pflegewissenschaftlerin. Sie hat sich um die Entwicklung der Pflege Krebskranker verdient gemacht.

## Leben und Wirken
Glaus wurde 1974 an der Krankenschwesternschule St. Gallen als Krankenschwester diplomiert, 1977 in Bern als Gesundheitsschwester. Von 1979 bis 1997 war sie leitende Krankenschwester der Onkologie/Hämatologie am Kantonsspital St. Gallen. 1992 schloss sie das Studium der Pflegewissenschaft an der University of Surrey mit dem Master ab, 1996 erwarb sie ebendort einen Ph.D. in Pflegewissenschaft. 1998 wechselte sie in die Geschäftsführung eines Tumorzentrums in St. Gallen.
Seit 1981 baute Glaus Fort- und Weiterbildungen in onkologischer Pflege für Krankenschwestern und -pfleger auf lokaler, überregionaler und internationaler Ebene auf. Sie war Autorin des ersten deutschsprachigen Fachbuches für Pflege in der Onkologie. Von 1984 bis 1992 war sie Präsidentin der Schweizerischen Onkologie-Schwestern-Vereinigung, von 1999 bis 2001 Präsidentin der European Oncology Nursing Society. Seit 2002 ist sie wissenschaftliche Mitarbeiterin am Institut für Pflegewissenschaft der Universität Basel.
Für 2020 wurde ihr für ihre Verdienste um die Entwicklung von onkologischer Pflege und Palliativpflege im deutschsprachigen Raum der Deutsche Krebshilfe Preis zugesprochen.

## Schriften (Auswahl)
- Onkologie für Krankenpflegeberufe, 1985
- Unterstützende Pflege bei Krebspatienten, 1988
- Fatigue – die unübliche Müdigkeit. In: Eberhard Aulbert, Friedemann Nauck, Lukas Radbruch (Hrsg.): Lehrbuch der Palliativmedizin. Mit einem Geleitwort von Heinz Pichlmaier. 3., aktualisierte Auflage. Schattauer, Stuttgart 2012, ISBN 978-3-7945-2666-6, S. 398–409.